# 圣阿芒丹
圣阿芒丹（法語：Saint-Amandin，法語發音：[sɛ̃.t‿amɑ̃dɛ̃]）是法国康塔尔省的一个市镇，位于该省北部，属于圣弗卢尔区。

## 地理
圣阿芒丹（45°20'34"N, 2°41'41"E）面积31.89 平方千米，位于法国奥弗涅-罗讷-阿尔卑斯大区康塔爾省，该省份为法国中南部省份，位于法國中央高原中心，北起科雷兹省、上盧瓦爾省和多姆山省，西接洛特省和科雷兹省，南至阿韦龙省和洛特省，东临上盧瓦爾省和洛泽尔省。
与圣阿芒丹接壤的市镇（或旧市镇、城区）包括：孔达、吕加尔德、马尔沙斯泰勒、蒙布迪夫、里永埃斯蒙塔涅、圣艾蒂安德绍梅伊、特雷穆耶。

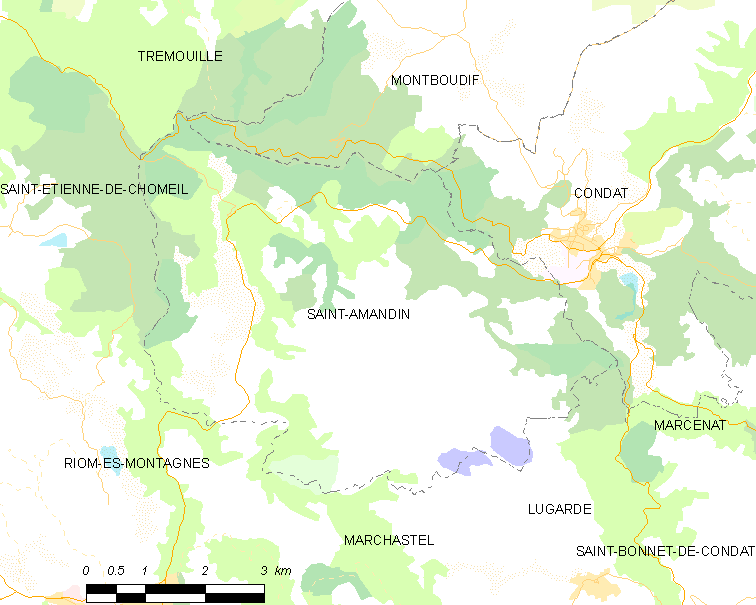
圣阿芒丹的OSM定位图

圣阿芒丹的时区为UTC+01:00、UTC+02:00（夏令时）。

## 行政
圣阿芒丹的邮政编码为15190，INSEE市镇编码为15170。

## 政治
圣阿芒丹所属的省级选区为里永埃斯蒙塔涅县。

## 人口

1962-2008年间圣阿芒丹人口变化图示

圣阿芒丹于2022年1月1日时的人口数量为227人。

## 交通
康塔尔省省道D47线和D678线在镇中心交汇。波尔－讷萨格铁路经过境内但现已关闭。